# Eher geht ein Kamel durchs Nadelöhr …
Eher geht ein Kamel durchs Nadelöhr … (Originaltitel: Il est plus facile pour un chameau …) ist ein französischer Spielfilm von und mit Valeria Bruni Tedeschi, die hier zum ersten Mal Regie führte. Er kam in Frankreich am 16. April 2003 ins Kino, in Deutschland startete er am 26. April 2004.

## Handlung
Die reiche Federica sucht ihren Sinn des Lebens. Auch kann sie sich in ihre Familie nicht richtig einordnen: Ihre Mutter sieht immer nur das Gute, während ihre Schwester in tiefste Depressionen verfallen ist. Zudem bedrängt sie ihr Freund Pierre, da er endlich Kinder haben will. Sie wendet sich hilfesuchend an einen Pfarrer, denn sie weiß nicht, ob sie dies wirklich will. Dieser macht sie mit dem Gleichnis Jesu vertraut, das ihr allerdings nicht weiterhilft: „Es ist leichter, dass ein Kamel durch ein Nadelöhr gehe, als dass ein Reicher ins Reich Gottes komme.“ (Mt 19,24 ) Von nun an fährt sie mit ihrem Jaguar durch Paris. Von ihrem vornehmen 16. Arrondissement ausgehend, besucht sie abwechselnd ihren Verlobten Pierre und ihren sterbenskranken Vater.

## Kritiken
Der „unterhaltsame, ebenso verspielte wie nachdenkliche Film“ sei eine stellenweise „amüsant-leichtfüßige, mitunter auch mutige, dann aber wieder egozentrisch-autobiografische Studie“, die Fragen nach dem Sinn des Lebens stelle. Dabei findet die Regisseurin nur selten überzeugend die Balance zwischen „dokumentarisch anmutenden und verspielten Szenen“, so das Lexikon des internationalen Films.
Hans-Dieter Seidel schrieb am 25. Februar 2004 in der Frankfurter Allgemeinen Zeitung, Valeria Bruni Tedeschi gehe in diesem lockeren Szenenreigen mit „spielerischer Leichtigkeit“ ans Werk, die wie von ungefähr Rückblenden aus glücklichen Kindertagen in den verwirrten Alltag Federicas schiebe. Die zärtlichen Momente mit dem sterbenskranken Vater seien voller Gefühl, aber „fern jeder Rührseligkeit“.
Melanie Balz lobt in Schnitt den Film als Ganzes, bemängelt jedoch, dass unklar sei, „welche Kernaussage die Regisseurin eigentlich mit ihrer Geschichte transportieren wollte.“

## Auszeichnungen
- Louis-Delluc-Preis 2003: Auszeichnung als bestes Erstlingswerk
- César 2004: Nominierung für Valeria Bruni Tedeschi für das beste Erstlingswerk
- Sindacato Nazionale Giornalisti Cinematografici Italiani 2004: Nominierung für ein Nastro d’Argento als bester neuer Regisseur (Valeria Bruni Tedeschi)
- Internationales Filmfestival Moskau 2004: Nominierung für einen Goldenen St. Georg